# Sobibór (stacja kolejowa)
Sobibór – ogólnodostępna bocznica szlakowa i przystanek osobowy we wsi Żłobek na linii kolejowej nr 81, w województwie lubelskim, w Polsce. Znajduje się tutaj jeden dwukrawędziowy peron.

## Ruch pasażerski
| Rok  | Wymiana pasażerska na dobę |
| ---- | -------------------------- |
| 2017 | 0-9                        |
| 2022 | 0-9                        |